# 자오쉬르
자오쉬르(1985년 12월 3일 ~ , 중국어: 趙旭日)는 중국의 축구 선수로서, 포지션은 미드필더이다. 현재 중국 슈퍼리그의 다롄 이팡에서 뛰고 있다.

## 선수 경력

### 클럽 경력
2002년 다롄 사이드롱에 입단하며 프로 무대에 데뷔하였으나 큰 두각을 보이지 못하다 쓰촨 관청으로 이적한 후인 2003년에 크게 성장한 모습을 보이며 데뷔 시즌에 27경기에 출전하였다. 다음 해엔 부상으로 큰 활약을 보이지 못하였으나 다롄 스더로 이적한 이후 이적 첫 시즌 팀의 우승에 일조하였다.
2010년, 산시 중젠 찬바로 이적한 후 2시즌 간 50경기에 출장하였고 2011년 12월에 광저우 헝다로 이적하였다. 2016 시즌을 앞두고 톈진 톈하이으로 이적하였다.
2019시즌을 앞두고 다롄 이팡으로 이적했다.